# Erik Ljungkvist
Nils Erik Georg Ljungkvist, född 21 augusti 1936, är en svensk jurist som var lagman i Sala tingsrätt från 1990 till 2000.
Ljungkvist blev utsedd till rådman i Sala tingsrätt 28 december 1973 blev förordnad att inneha ett långtidsvikariat som lagman i Enköpings tingsrätt 9 maj 1985 och utsågs till hovrättsråd i Svea hovrätt 18 november 2010. Han utsågs till lagman i Sala tingsrätt 23 augusti 1990.